# Бартлетт, Сабрина
Сабри́на Ба́ртлетт (англ. Sabrina Bartlett) — английская актриса. Наиболее известна по роли Софии в третьем сезона телесериала «Демоны Да Винчи» .
В 2016 года Бартлетт присоединилась к актёрскому составу шестого сезона культового сериала HBO «Игра престолов», сыграв в финальном эпизоде маскировку Арьи Старк.
Она также получила роль принцессы Изабеллы в телесериале телеканала History «Падение Ордена».

## Фильмография
| Год  |   | Русское название             | Оригинальное название         | Роль                                |
| ---- | - | ---------------------------- | ----------------------------- | ----------------------------------- |
| 2014 | с | Подозреваемые                | Suspects                      | Ханна Стивенсон                     |
| 2014 | с | Холби Сити                   | Holby City                    | Габриэлла «Габи» Мендоса            |
| 2014 | с | Доктор Кто: Робот из Шервуда | Doctor Who: Robot of Sherwood | Марион                              |
| 2014 | с |                              | The Passing Bells             | Кэти                                |
| 2015 | с | Убийства в Мидсомере         | Midsomer Murders              | Тина Тайлер                         |
| 2015 | с | Полдарк                      | Poldark                       | Керен Смит                          |
| 2015 | с | Демоны Да Винчи              | Da Vinci’s Demons             | София                               |
| 2016 | с | Игра престолов               | Game of Thrones               | Арья Старк в обличии служанки Фреев |
| 2017 | с | Падение Ордена               | Knightfall                    | принцесса Изабелла                  |
| 2018 | с |                              | The Innocents                 | Лил                                 |
| 2019 | с | Виктория                     | Victoria                      | Эбигейл Тёрнер                      |
| 2020 | с | Бриджертоны                  | Bridgerton                    | Сиена Россо                         |
| 2021 | с | Ларкины                      | The Larkins                   | Мариетта Ларкин                     |